# 星槎道都大学の人物一覧
星槎道都大学の人物一覧（せいさどうとだいがくのじんぶついちらん）は、星槎道都大学に関係する人物の一覧記事。
この一覧では、星槎道都大学の前身学校（道都大学など）および道都大学短期大学部の前身学校（道都短期大学など）の人物も扱う。

## 創立者
櫻井淳 

## 歴代学長
- 初代: 櫻井淳 （1978年 - 1985年）

- 第2代: 小池東一郎 （1985年 -  1993年）
- 第3代: 林正道 （1993年 - 1997年）
- 第4代: 櫻井淳 （1997年 - 1998年）
- 第5代: 櫻井政経 （1998年 - 2014年）
- 第6代: 濱田康行 （2014年 - 2015年）
- 第7代: 山本一彦 （2015年 - 2021年）
- 第8代: 飯浜浩幸 （2021年 - ）

## 著名な教職員
- 阿部利雄 - 経営学者
- いがらしゆみこ - 「漫画の講座」特別講師、『キャンディ♡キャンディ』の連載
- 荒井秀樹 - 経営学部特任教授、日本パラリンピックスキーチーム監督
- 井坂肇 - 経営学部経営学科助教、硬式野球部コーチ、元プロ野球選手
- 伊藤寛 - 美術学部教授、建築学者
- 伊藤隆道 - 客員教授、造形家
- 碓井真史 - 元社会福祉学科教授、社会心理学者、新潟青陵大学大学院教授
- 倉本龍彦 - 美術学部教授、建築家
- 舟橋誠 - 「福祉教室」社会福祉学部准教授
- 由水伸 - 経営学部教授
- 田端宏 - 名誉教授、歴史学者
- 佐々木哲之 - 美術学部教授
- 柿沼博彦 - 美術学部客員教授、北海道旅客鉄道代表取締役会長
- 飯浜浩幸 - 社会福祉学者、星槎道都大学学長
- 國松明日香 - 彫刻家
- 宮台朝直 - 物理学者
- 田治米鏡二 - 農学者
- 岡島秀夫 - 農学者
- 田中愛治 - 元・社会福祉学部助教授、政治学者、世界政治学会（IPSA）会長、早稲田大学総長（第17代）
- 森迫暁夫 - イラストレーター、非常勤講師
- 米本秀仁 - 元社会福祉学部専任講師、社会福祉学者、北星学園大学名誉教授
- 二瓶英雄 - 柔道家（講道館9段）、元・柔道部主席師範
- 伊藤博 - 元プロ野球コーチ、野球部コーチ
- 二宮至 - 元プロ野球選手（読売ジャイアンツ）、野球部監督
- 松本懿 - 経営学者

## 著名な出身者

### 学術・芸術・文化

#### 学術
- 飯浜浩幸 - 社会福祉学者、星槎道都大学学長
- 菊池真弓 - 社会学者、日本大学教授
- 花澤佳代 - カウンセラー、精神保健福祉士、新潟青陵大学准教授
- 松浦信 - 社会学者、鈴鹿医療科学大学教授
- 松岡是伸 - 社会福祉学者、北星学園大学准教授

#### 芸術
- ルナ・H・ミタニ - 芸術家（中退）
- 花見沢Q太郎 - 漫画家（中退）
- 森迫暁夫 - イラストレーター
- 谷藤満 - 漫画家（中退）
- 小林ちほ - 切り絵作家

#### 芸能
- 渡辺大輔 - 俳優（ビーエムアイ）
- 野狐禅 - フォークバンド
  - 竹原ピストル - シンガーソングライター、ギタリスト、俳優
  - ハマノヒロチカ - シンガーソングライター、ピアニスト、作曲家
- 豊澤瞳 - モデル（2018ミス・ユニバース・ジャパン北海道代表）

#### その他
- 小寺寿臣 - スペシャルオリンピックス日本・北海道事務局長
- 藤沢和雄 - 調教師、JRA賞最多勝利調教師を11回獲得

### スポーツ・格闘技

#### 野球
- 石川晃 - 元プロ野球選手、元千葉ロッテマリーンズ球団副代表
- 加藤徹 - 元アマチュア野球選手、室蘭シャークス初代監督
- 大累進 - 元プロ野球選手（読売ジャイアンツ）、北海道日本ハムファイターズ球団職員
- 佐藤峻一 - 元プロ野球選手（オリックス・バファローズ）
- 佐藤爽 - プロ野球選手（埼玉西武ライオンズ）
- 中山俊之 - 元プロ野球選手（読売ジャイアンツ）、北海道産業短期大学出身
- 日笠雅人 - 元プロ野球選手（中退）
- 福田俊 - プロ野球選手（北海道日本ハムファイターズ）
- 河村説人 - プロ野球選手（千葉ロッテマリーンズ）
- 小野寺賢人 - プロ野球選手（台鋼ホークス）
- 滝田一希 - プロ野球選手（広島東洋カープ）

#### サッカー
- 阿部博一 - 元サッカー選手（V・ファーレン長崎）
- 石田祐樹 - サッカー指導者（おこしやす京都AC副社長兼GM、元藤枝MYFCヘッドコーチ、元湘南ベルマーレ）
- 北出勉 - サッカー指導者（掛川ジュニアフットボールクラブ）
- 権東勇介 - 元サッカー選手（小樽FC、元コンサドーレ札幌）
- 田澤勇気 - サッカー選手（アンフィニVANKEI.FC、元コンサドーレ札幌）
- 伝庄優 - 元サッカー選手
- 星野圭佑 - 元サッカー選手（栃木ウーヴァFC）
- 森直樹 - 元サッカー選手
- 吉野一基 -元サッカー指導者

#### ボクシング
- 浅尾雄太 - プロボクサー・マネージャー（中退）
- 浅尾和信 - プロボクサー（帝拳ジム）、レフリー、北海道産業短期大学卒
- 伊藤辰史 - プロボクサー、元日本スーパーウェルター級チャンピオン

#### その他
- 出花崇太郎 - 総合格闘家
- 奴田原文雄 - ラリードライバー、全日本ラリー選手権で10度の総合チャンピオンを獲得、海外でも活躍